# Ruta Nacional 150 (Argentina)
La Ruta Nacional 150 o Ruta escénica RN° 150 es una carretera argentina pavimentada (inaugurada en octubre de 2014), que se localiza en el sur de la Provincia de La Rioja y el centro norte de la Provincia de San Juan. En su recorrido de 389 kilómetros conecta el km 356 de la Ruta Nacional 38, localizado en las afueras de la localidad riojana de Patquía, con el paso montañoso internacional Agua Negra, a 4779 m s. n. m., localizado en la frontera  chilena. La calzada continúa en la vecina nación como Ruta 41-CH, que conduce a la ciudad chilena de La Serena.
Se trata de una carretera integrante de un futuro corredor bioceánico, tras la construcción de un túnel en el mencionado paso fronterizo con la finalidad de enlazar el centro de Argentina con los puertos del Pacífico y el Atlántico.
En esta carretera se encuentra el acceso al Parque provincial de Ischigualasto, denominado informalmente "Valle de la Luna".

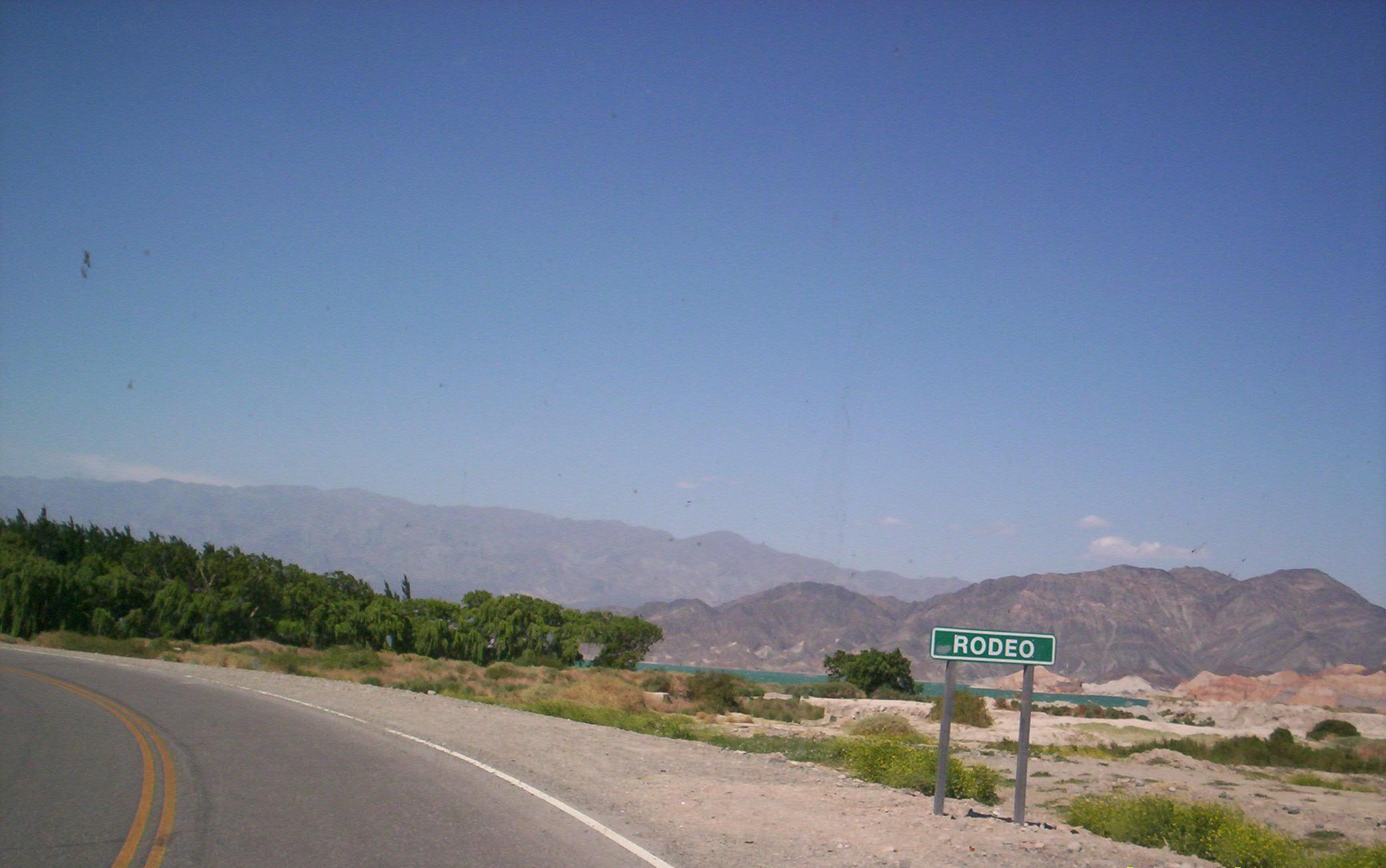
Entrada a la localidad Rodeo en San Juan desde la ruta.

## Historia
En 1947 comenzó la construcción del camino hacia Chile, por el Paso de Agua Negra, con el nombre de Camino Internacional Presidente Perón. A fines de 1948 la carretera se encontraba habilitada hasta 20 km al oeste de Las Flores. Luego de varias interrupciones se terminó en 1965.
Mediante el Decreto Nacional 1595 del año 1979 el tramo desde Patquía hasta Huaco pasó a jurisdicción nacional. Anteriormente el tramo riojano de este camino tenía la denominación Ruta Provincial 26.
Al ser considerada esta ruta parte del corredor bioceánico que se extiende desde Porto Alegre, Brasil hasta Coquimbo, Chile, surgió la necesidad de finalizar la traza de esta carretera, ya que desde la Quebrada del León, en el límite entre los departamentos sanjuaninos de Valle Fértil y Jáchal hasta San Roque no pueden circular camiones de carga. En estos 113 km se encontraban algunos tramos de camino de tierra y otros sin camino.
Para la concreción de la obra se decidió dividir en cuatro tramos de este a oeste: Quebrada del León a Pie Quebrada de la Peña (22 km), de aquí al río Desaguadero (13,4 km), desde este punto a la localidad de Huaco (36,4 km) y el tramo en que la Ruta Nacional 150 está superpuesta a la Ruta Nacional 40 (41 km). El primer tramo es el más complejo ya que los estudios indicaron que requiere siete túneles de hasta 509 m de extensión y tres puentes, en un camino de montaña atravesando la Sierra del Valle Fértil. En 2010, debido a modificaciones en el proyecto, dado que en la zona del túnel N.º 6 la roca se encuentra demasiado meteorizada y los costos para la estructura de sostenimiento del túnel no son económicamente viables, se decidió no ejecutarlo y se planteó una variante de proyecto con lo que el proyecto actual consta de seis túneles y cinco puentes. La Obra actualmente se encuentra en ejecución, están abiertos los seis túneles, finalizados dos puentes y un tercero en ejecución. No es transitable por el momento, salvo para el personal de la empresa ejecutora del proyecto. Está programada la finalización de los tramos Sección IIA1 y Sección IIA2  para el 2013. En pocos kilómetros se encuentra el Valle del Río Bermejo, con un desnivel de 600 metros.
En 2014 se inauguró la nueva traza y pavimentación de 85 kilómetros de la ruta nacional 150, que conecta las localidades sanjuaninas de Ischigualasto y Huaco. La obra se llevó adelante con una inversión de 1.227 millones de pesos y permitieron crear una traza que habilita un acceso alternativo al Valle de la Luna, declarado Patrimonio Nacional de la Humanidad por la Unesco. Además, la ruta fue premiada como la Obra Vial del año por la Asociación Argentina de Carreteras.

## Corredor Bioceánico, Paso por Agua Negra
Esta en proyecto para esta ruta en San Juan la construcción de una vía comunicación interoceánica que conecte puertos del Pacífico (Coquimbo, Chile) y del Atlántico (Porto Alegre, Brasil) por el Paso de Agua Negra, es una necesidad planteada desde hace más de una década. Esta vía es un instrumento “físico- territorial” que agilizaría el comercio de los países del Cono Sur Latinoamericano (Mercosur y Chile).
Su importancia estriba en que el Cono Sur necesita colocar su producción exportable en el mercado mundial, teniendo como objetivo principal los mercados del Asia- Pacífico. Esto provocaría un incremento en el comercio incentivando la producción exportable en las áreas de influencia del Corredor. La IV Región Chilena (Coquimbo) necesita la carga de los productores argentinos para que el funcionamiento su puerto sea más dinámico de lo que es actualmente. Mientras que para San Juan se espera la reactivación total de la zona norte (Jáchal, Ischigualasto e Iglesia) de la misma, desde el punto de vista económico y turístico

## Localidades

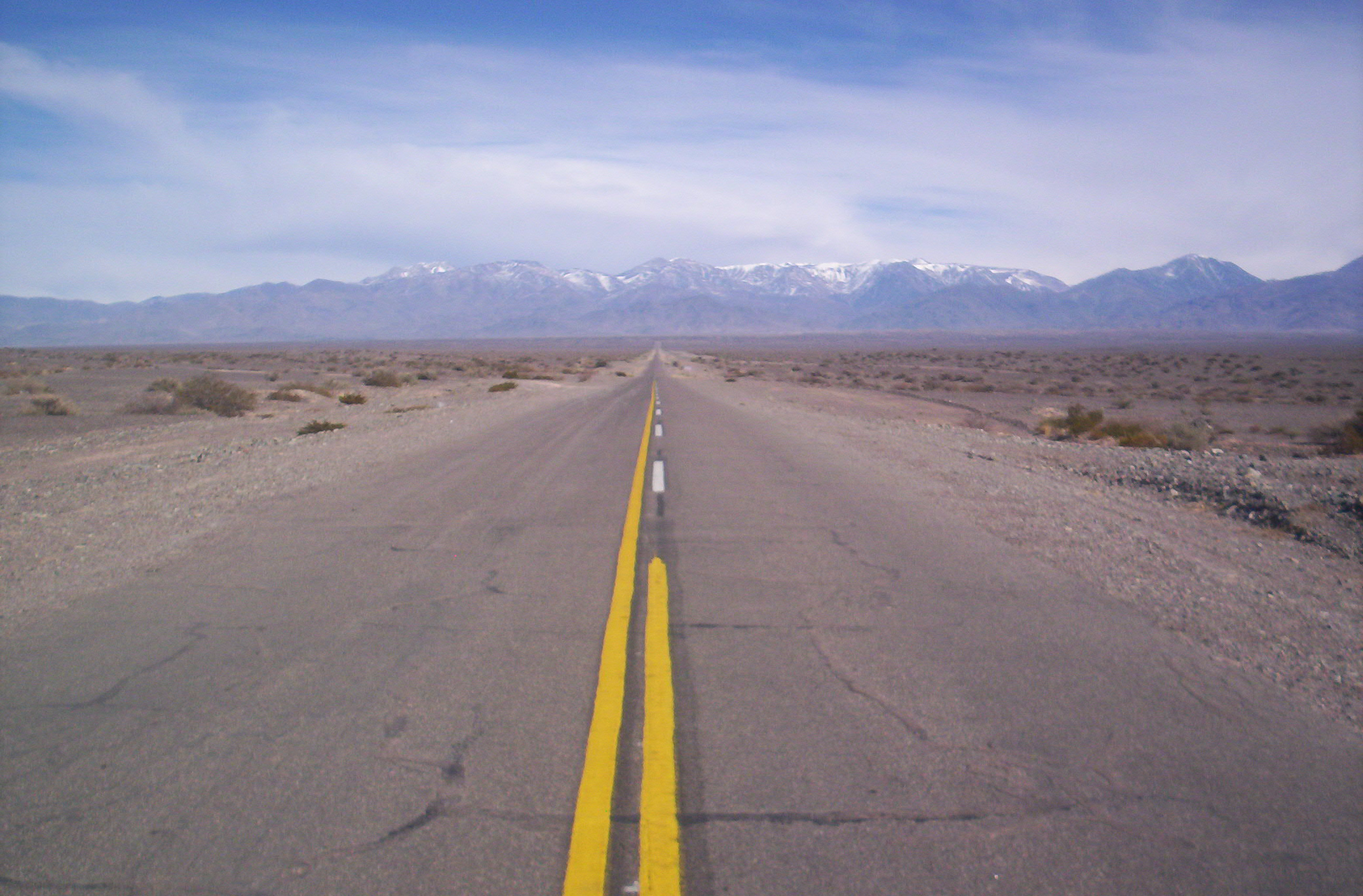
La ruta y Los Andes al fondo en la provincia de San Juan.

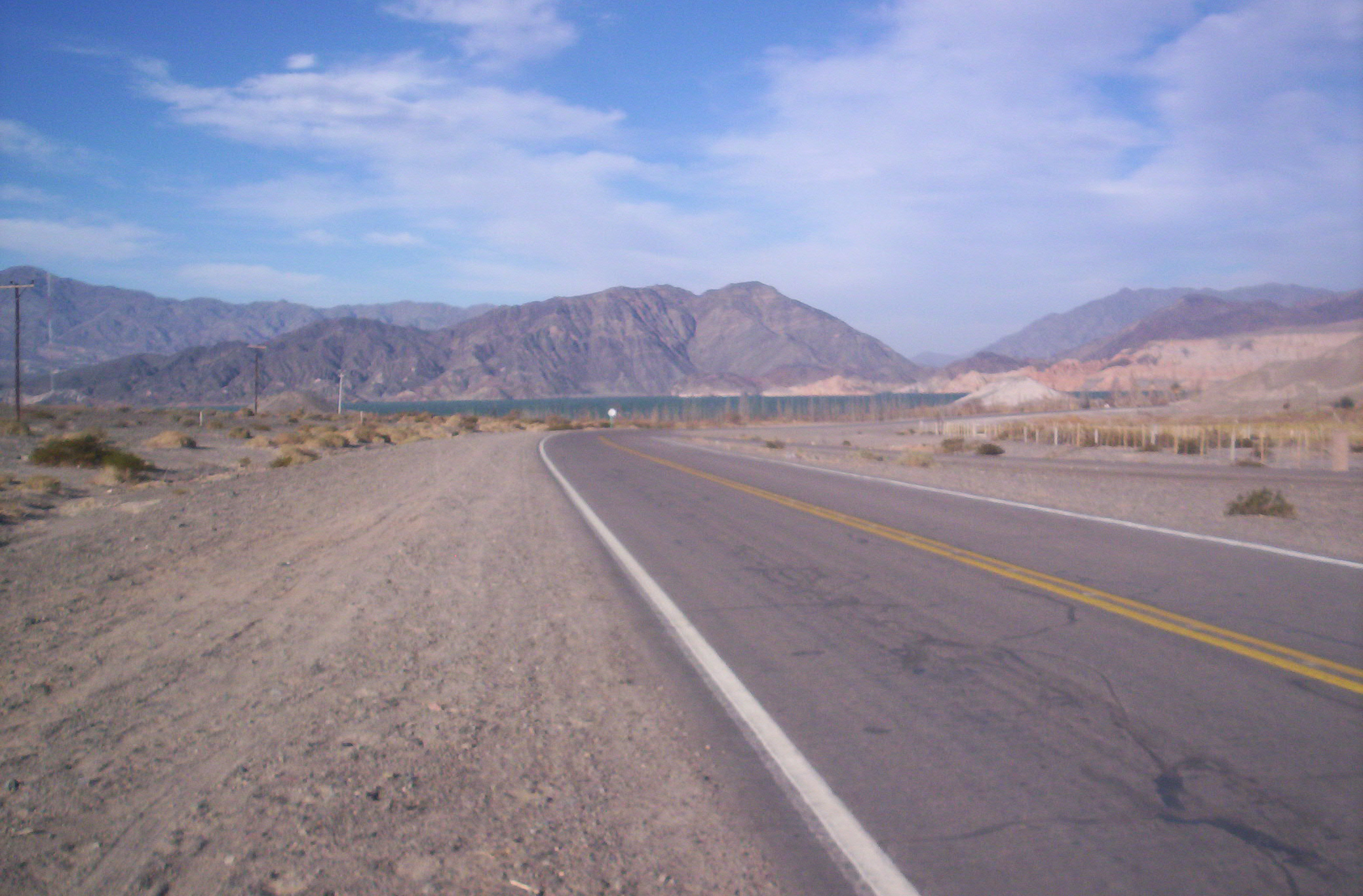
La ruta cerca del Embalse Cuesta del Viento.

Las ciudades y localidades por los que pasa esta ruta de este a oeste son las siguientes (los cascos de población con menos de 5000 habitantes figuran en itálica).

### Provincia de La Rioja
Recorrido: 86 km (kilómetro 0 a 86).
- Departamento Independencia: Patquía (kilómetro 0).

### Provincia de San Juan
Recorrido: 299 km (km 86 a 385).
- Departamento Valle Fértil: Los Baldecitos (km 89).
- Departamento Jáchal: San José de Jáchal (km 229).
- Departamento Iglesia: Rodeo (km 274) y Las Flores (km 296).
- Frontera chilena: paso montañoso internacional Agua Negra.